# 山本権八
山本 権八（やまもと ごんぱち、文化6年（1809年） - 明治元年9月17日（1868年11月1日））は、幕末の会津藩士。
山本家は「日新館志」によれば安土桃山時代の茶人・山本道句の子孫である。道句の孫・道珍良次が保科正之に茶道指南として仕え、幕末まで会津藩に仕えて150石を与えられていた。権八の家はその分家（最終的な禄高は22石4人扶持）である。

## 父・権八良高
山本権八の父、良高（1779ごろ - 1844ごろ）は、会津藩士三宅家から山本家に養子に入り、権八を名乗った。良高は諱。1808年（文化5年）に利尻島警備に従事し、これがきっかけで長銃を研究、さらに1842年（天保13年）には江戸で砲術家の市川熊雄から臼砲の製造法を学び、会津に伝えた。これらの働きで、山本家は幕末に砲術家として活躍することとなる。

## 2代目権八
2代目山本権八は、権八良高の養子として山本家に入る。自身の諱は未詳。初名・繁之助。
もともと会津藩士・永岡家（150石）の生まれだが、文政9年（1826年）に同藩士であり鶴ヶ城下で近所に屋敷を持っていた良高権八の娘・佐久の婿となった。後に良高の跡を襲う。佐久との間には三男三女があったが、長じたのは長男・覚馬、長女・うら、三女・八重、三男・三郎である。
上級藩士が屋敷を連ねる鶴ヶ城下の郭内、米代四之丁に屋敷を持つ。藩主・松平容保が京都守護職として在京をもっぱらとすると、元治元年（1864年）に権八も上京し、その執務に参加した。同年7月に起きた禁門の変に際しては生駒直道の組下に配属され、御所内の凝華洞詰めとして出動する。主に弾丸の補填などに働き、戦後は褒賞として銀子15枚が下賜された。慶応4年（1868年）の会津戦争においては玄武士中隊に所属して新政府軍と交戦する。しかし改元後の明治元年9月17日に、一ノ堰の戦闘において討ち死にした。享年60。
墓所は福島県会津若松市門田町の光明寺にあるほか、後に三女・八重が嫁いだ新島襄の創始した同志社の墓地にも存在する。
2代目権八の実家、永岡家からは永岡久茂（思案橋事件首謀者）が出ている。

## 登場作品
- 八重の桜 - 2013年、NHK大河ドラマ、演：松重豊